# Podge Belgian Imperial Stout

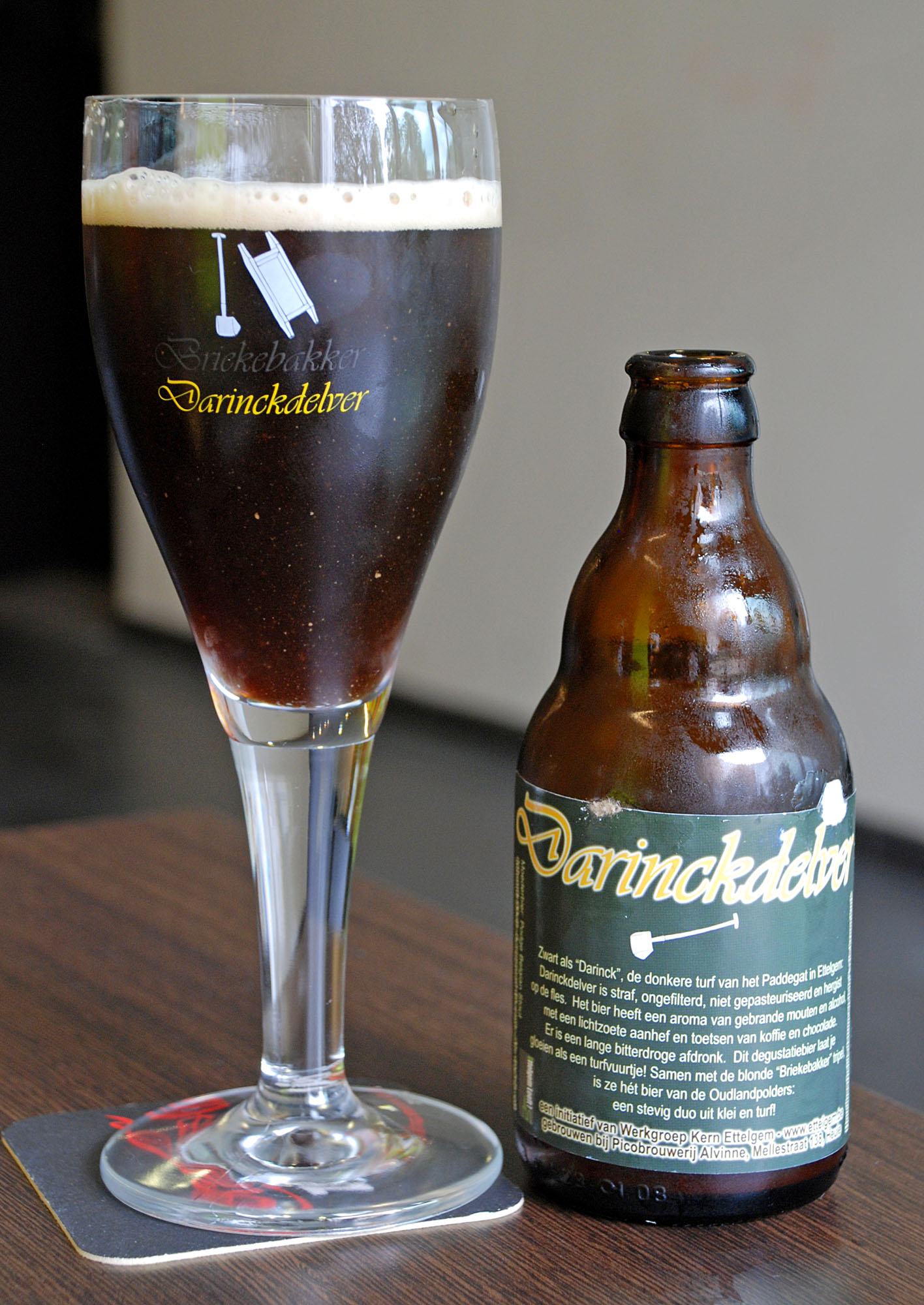
Darinckdelver

Podge Belgian Imperial Stout is een Belgisch bier van hoge gisting.
Het bier wordt gebrouwen in Brouwerij Alvinne te Moen. 
Het is een zwart bier, type Belgian Imperial stout met een alcoholpercentage van 10,5%. 
Er bestaan ook 3 varianten, gerijpt op eiken vaten:
- Podge Bourgogne Barrel Oak Aged, gedurende enkele maanden gerijpt op wijnvaten uit de Bourgogne.
- Podge Calvados Barrel Oak Aged, gedurende zes maanden gerijpt op Calvados vaten en daarna gemengd met jonge Podge, nog in fermentatie.
- Podge Glenrothes Barrel Oak Aged, gerijpt op Glenrothes-whiskyvaten.

## Darinckdelver
Darinckdelver is een etiketbier van Podge Belgian Stout, sinds 2009 verkrijgbaar op initiatief van Werkgroep Kern Ettelgem. De naam betekent turfdelver, verwijzend naar de turfdelvers vroeger in de Oudlandpolders.